# Wil van Gogh
Wil van Gogh, nata Willemina, o Willemien, Jacoba van Gogh (ˈʋɪlɦɛlˈminaː jaːˈkoːbaː ˈʋɪl vɑŋ ˈɣɔx; Zundert, 16 marzo 1862 – Ermelo, 17 maggio 1941), è stata un'insegnante e attivista olandese.

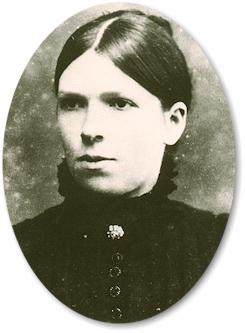
Fotografia di "Wil" Van Gogh

Era la minore fra le sorelle del pittore Vincent van Gogh, e del commerciante d’arte Theo van Gogh.

## Biografia
Willemina Jacoba van Gogh nacque il 16 marzo 1862 a Zundert, nei Paesi Bassi, da Theodorus van Gogh e Anna Cornelia Carbentus. La famiglia era composta da altri tre fratelli maschi: Vincent, Theo, e Cornelius (Cor), e due sorelle: Elisabeth (Lise) e Anna.

### La vita in famiglia
Wil e Vincent erano particolarmente vicini, sin da piccoli: entrambi avevano difficoltà a scuola, si sentivano socialmente impegnati e solidali, erano creativi, ma ugualmente portati a rifiutare le norme vigenti della società, lottavano con problemi di salute mentale e ne dialogavano apertamente l’uno con l’altra.
Nella prima parte della sua vita, Wil accudì i membri della propria famiglia prendendosene cura nelle malattie o se vittime di incidenti. Quando la madre si ruppe una gamba, la assistette finché non fu guarita, destando l’ammirazione di Vincent, che in una lettera definiva appassionatamente la dedizione di Wil come «esemplare, esemplare. Non potrò facilmente dimenticarlo».

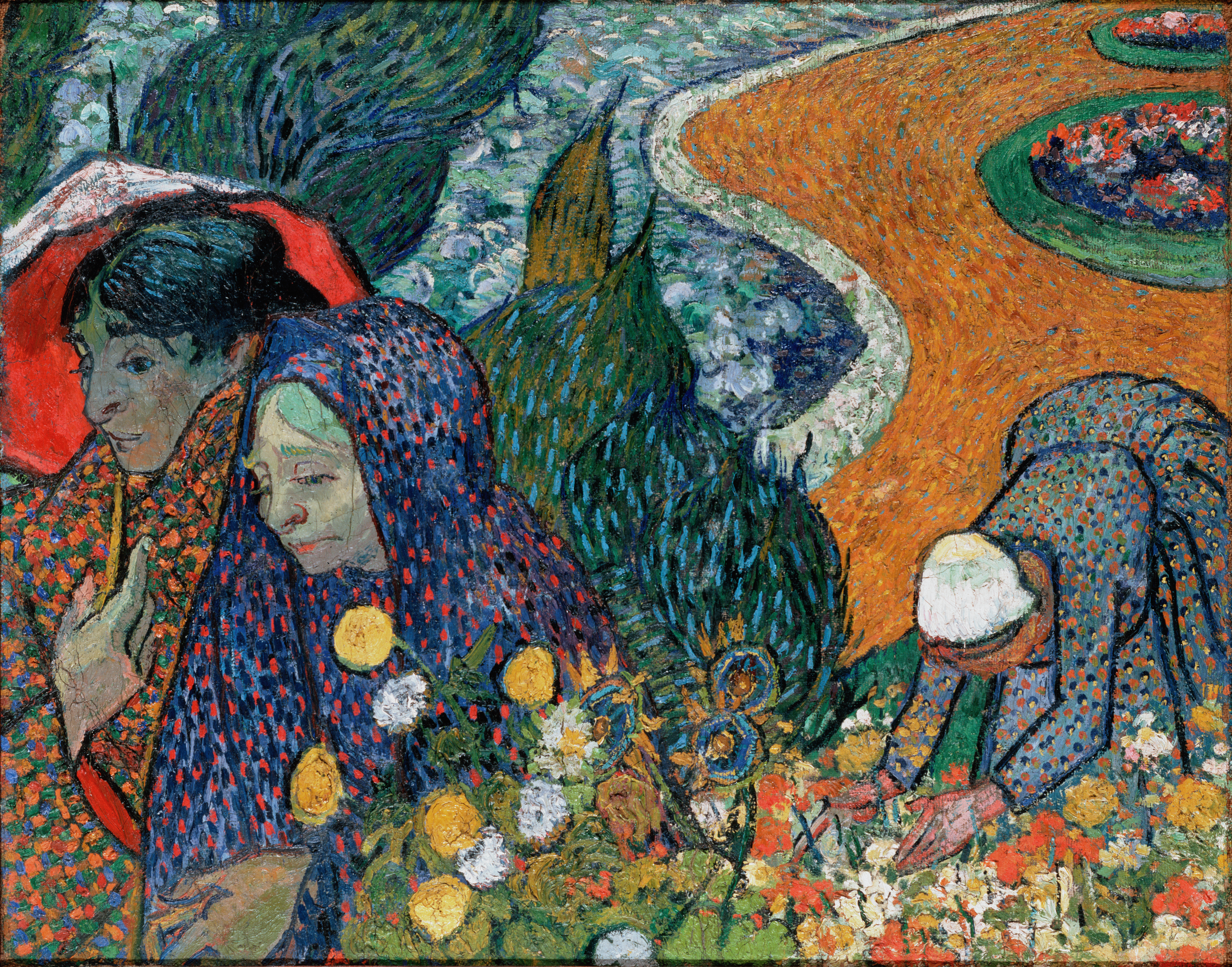
Vincent Van Gogh, Ricordi del giardino di Etten, 1888, olio su tela. Nelle figure femminili sono ravvisabili la sorella Wil e la madre

Quando Theo sposò Johanna Bonger (Jo), che dopo la morte del marito avrebbe giocato un ruolo cruciale nella promozione postuma dell'opera e della celebrità del cognato Vincent, Wil risiedette a Parigi con i due, aiutandoli attivamente: dopo la nascita del loro bambino, Vincent Willem, si prese cura del piccolo e della neomamma per più di un mese, destando l’ammirazione del medico che anzi affermò che era «troppo buona per prendere marito», sebbene Theo scrivesse a Vincent che egli invece sperava che Wil lo facesse. Theo la condusse a casa di Edgar Degas, con cui era in buoni rapporti di lavoro: il pittore, malgrado fosse spesso una persona impervia, conversò con Wil durante la visita, mostrandole molte opere d’arte. Theo scrisse che lei «aveva un buon occhio per i nudi femminili» e in risposta Vincent inviò a Wil in regalo pennino e inchiostro.
A differenza delle altre due sorelle, lei era vicina a Vincent tanto da scriversi l’un l’altra frequentemente, sia di arte e letteratura, sia del proprio stato mentale, delle difficoltà e delle relative lotte intime. Quando Vincent fu ammesso in una struttura psichiatrica, Wil se ne interessò e ne fu rammaricata. 

Vincent le aveva scritto direttamente, raccontandole dei tre attacchi che aveva avuto e del ricovero al manicomio di Saint Rémy: il fratello le riferì che, secondo il medico che Theo aveva inviato ad esaminarlo, egli non era pazzo né era l’alcol a causare l’incostanza dell’umore, ma che le convulsioni di cui soffriva erano di origine epilettica, patologia di cui soffriva una zia materna.

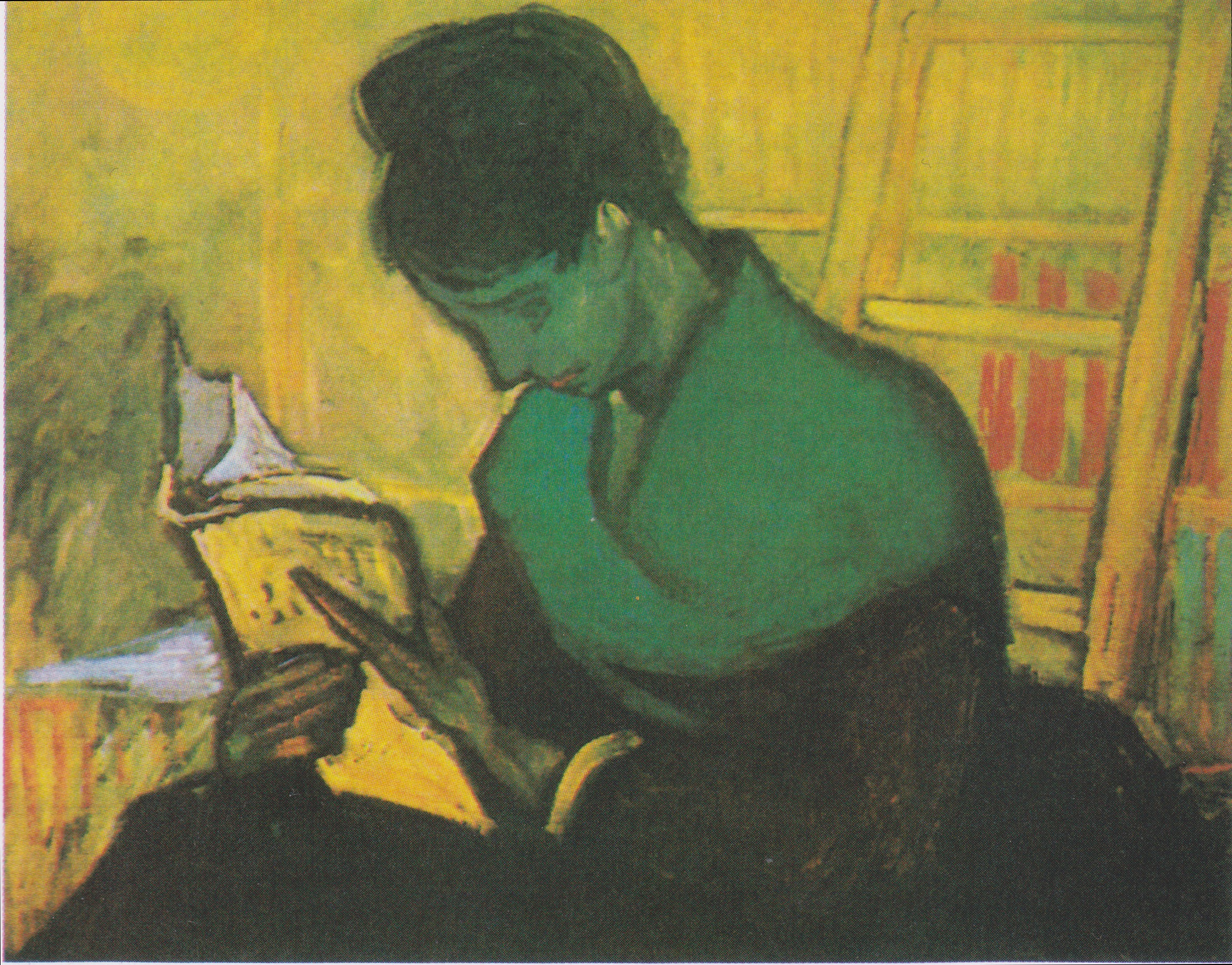
Vincent Van Gogh. La lettrice di romanzi, 1888, Collezione privata (F497). Forse con le fattezze della sorella Wil

Vincent le scrisse della sua arte: alcune lettere si estendevano nell’arco di parecchi giorni, così Wil seppe dei dipinti sui girasoli di Arles, il postino, la terrazza, la campagna attorno ad Arles. Lui le raccontava dello splendore dell’atmosfera, dei colori brillanti e affilati, specialmente il blu cobalto.
Egli inoltre le fece dono di suoi dipinti, alcuni dei quali aveva creato specificamente per lei, venendo incontro alle sue preferenze. Dacché la sorella viveva con la loro madre, Vincent desiderava che le due avessero una collezione delle sue opere che potessero esporre in casa.
Un mese prima della propria morte, Vincent le scrisse altresì di avere il desiderio di dipingere il ritratto di lei. È incerto se l'abbia soddisfatto.
Dopo la morte di Vincent, Wil scrisse una lettera al loro fratello Theo, in una parte della quale meditava, con comprensione: «non dovremmo essere scontenti della sua pace, ma quanto sarà difficile per te».
Entro sei mesi, moriva anche Theo Van Gogh.

### L'impegno sociale
Dopo la morte dei fratelli, nel 1890 e nel 1891, Wil intraprese gli studi per diventare insegnante e predicatrice di Sacre Scritture, nel settembre 1890, diplomandosi nel 1893. Insegnò per breve tempo a Nijmegen e in seguito si trasferì a L'Aja, dove anche sua madre la seguì per vivere con lei.
A L'Aja Wil fu un'attivista nelle organizzazioni femministe, divenendo poi membro del "Dameslees Museum" (Museo delle lettrici).

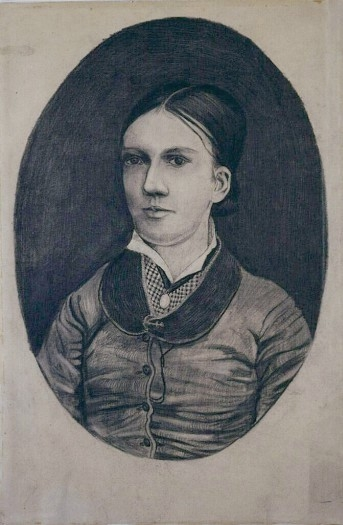
Vincent van Gogh - Forse ritratto di Willemina van Gogh - F849 JH11

Una sua vecchia amica, Margaretha Meijboom, con la quale aveva condiviso le lettere di Vincent, era un membro del direttivo; la biblioteca aveva collezioni di libri su questioni socio-economiche, abbonamenti a riviste e periodici ed era un luogo di incontro per le donne de L'Aja. Sebbene non fosse ella stessa membro del consiglio, Wil trovò nell'istituzione «il luogo che l'avrebbe portata a impegnarsi come membro più attivo del movimento per i diritti delle donne».

Come figlia di un pastore riformato e insegnante certificata di Sacre Scritture, Wil era una femminista olandese piuttosto insolita. Si unì al movimento con altre amiche, tra cui Marie Jungius e Marie Mensing, che facevano parte del comitato organizzatore di una mostra della "Esposizione nazionale del lavoro femminile" ("Nationale Tentoonstelling van Vrouwenarbeid") nel 1898. Wil giocò un ruolo sostanziale nella mostra, tenutasi a Scheveningseweg a L'Aja. L'Esposizione, durata dieci settimane, ebbe circa 90.000 visitatori e fu altamente redditizia; i fondi raccolti, 20.000 fiorini olandesi, servirono per istituire l'Ufficio nazionale olandese per il lavoro femminile. Donne e uomini cristiani conservatori furono avvertiti di stare lontani dalla mostra, con la sua "velenosa sconvenienza".

### Il ricovero psichiatrico e la morte
Nessuna fonte precisa ciò che effettivamente accadde, ma il 4 dicembre 1902 Wil van Gogh fu internata e successivamente trasferita alla "Casa Veldwijk", un istituto psichiatrico a Ermelo. La diagnosi di dementia praecox, su cui questo provvedimento si basava, era allora considerata quella di una malattia mortale. I documenti ufficiali del manicomio notavano in seguito:
Per vari motivi e non meno alla luce della diversa prospettiva attuale sulla malattia mentale specie in personaggi femminili scomodi, non è invero ponderabile l'entità della psicosi di Wil né se la donna ne soffrisse effettivamente: non a caso la storica dell'arte Renate Berger commenta che la sorella minore di Vincent ebbe a seguire la medesima sorte di altri congiunti o «sorelle di uomini celebri» del tempo.

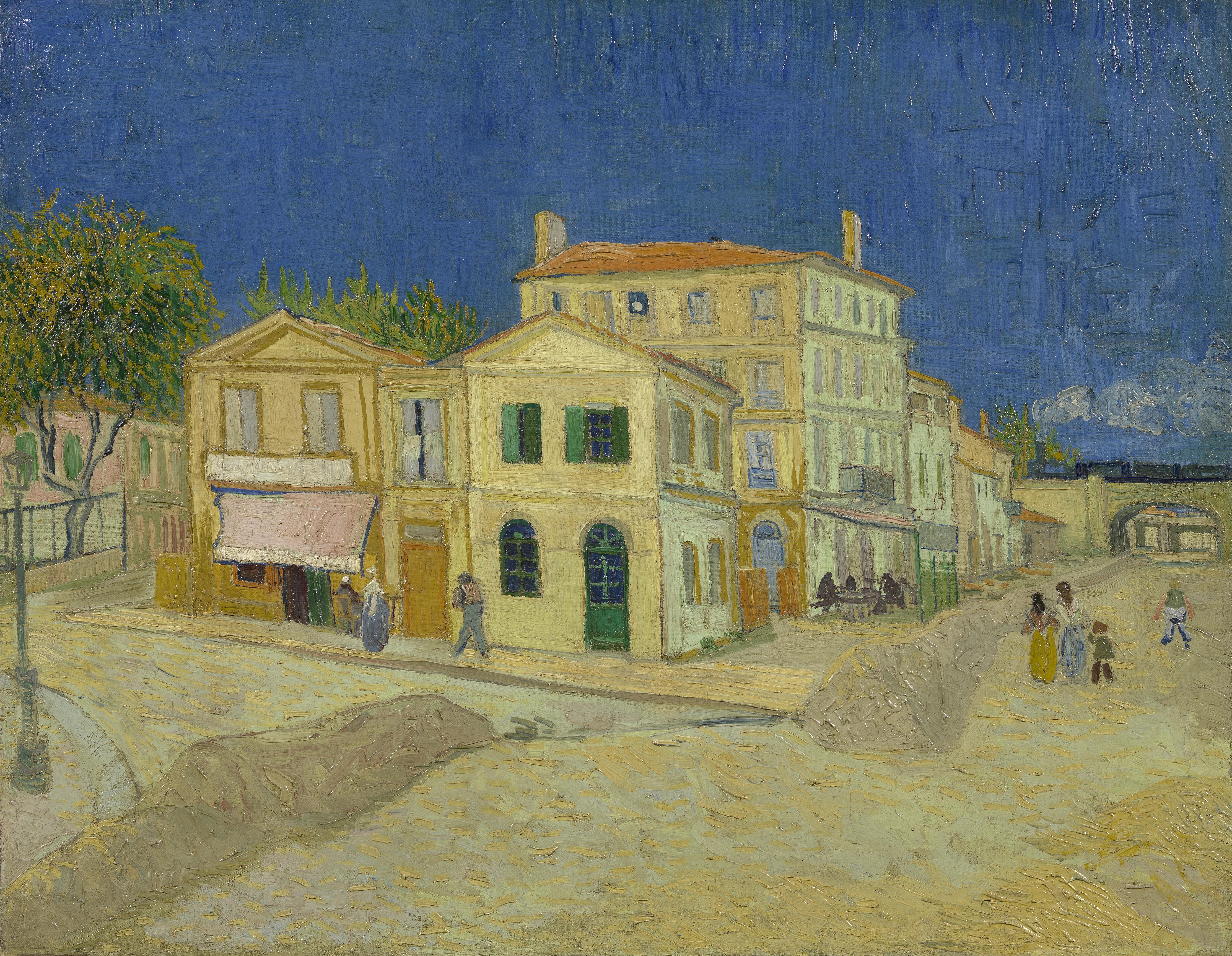
Vincent van Gogh, La casa gialla

Se, inoltre, gli studiosi, psichiatri e psicologi, si sono affrontati in anni di diatribe sull'esatta natura del disagio mentale di Vincent e del rapporto con la sua arte, si sono chiesti altresì, decenni dopo la morte di lei, se quello della sorella minore possa o potesse fornire delucidazioni almeno per gli aspetti di dualità consimili. In una lettera, difatti, Theo a Willemina confidava, riguardo al fratello maggiore: «È come se dentro di lui ci fossero due persone, una meravigliosamente dotata, fine e gentile; l’altra egoista e dura», e tale si sarebbe scoperta anche in Wil: in qualità di infermiera, era umana e vicina al prossimo, invece come paziente, dura e occasionalmente aggressiva; in entrambi inoltre fattore scatenante del disturbo psichico era stato un allontanamento dai propri cari: l'emarginazione in generale ma infine la drammatica chiusura dell'esperimento di socialità e collaborazione della Casa Gialla e l'allontanamento da Theo per Vincent, la morte dei due fratelli nel caso di Wil.
Wil van Gogh rimase a Ermelo per quasi quattro decenni prima di morirvi il 17 maggio 1941, ultima sopravvissuta dei fratelli Van Gogh. Le opere che Vincent le aveva regalato erano custodite presso sua cognata Jo ma, alla morte di quest'ultima nel 1925, il figlio di lei e Theo, Vincent Willem, vendette alcuni dei dipinti della zia per pagare il suo ricovero in ospedale alla "Casa Veldwijk".